# پیلوماتریکوما
پیلوماتریکوم، به انگلیسی: Pilomatricoma یک تومور خوش خیم پوستی است که از ماتریکس مو مشتق می‌شود. این نئوپلاسم‌ها نسبتاً نادر هستند و معمولاً در پوست سر، صورت و اندام‌های فوقانی ایجاد می‌شوند. از نظر بالینی، پیلوماتریکوم‌ها به صورت یک ندول یا کیست زیر جلدی با اپیدرم به ظاهر طبیعی دیده می‌شوند که اندازه آن بین ۰/۵ تا ۳ سانتی‌متر است. البته بزرگترین مورد گزارش شدۀ آن، ۲۴ سانتی‌متر بوده است.

## بروزات بالینی

### علائم همراه
پیلوماتریکوم در انواع اختلالات ژنتیکی از جمله سندرم ترنر ، دیستروفی میوتونیک، سندرم روبینستاین طیبی، تریزومی ۹ و سندرم گاردنر مشاهده شده است. گزارش شده است که شیوع پیلوماتریکوم در سندرم ترنر۲/۶ درصد است.
کیست‌های هیبریدی که از کیست‌های اینکلوزیون اپیدرمی و تغییرات شبه پیلوماتریکوم تشکیل شده‌اند، بارها در سندرم گاردنر مشاهده شده‌اند.   

## ویژگی‌های بافت شناسی

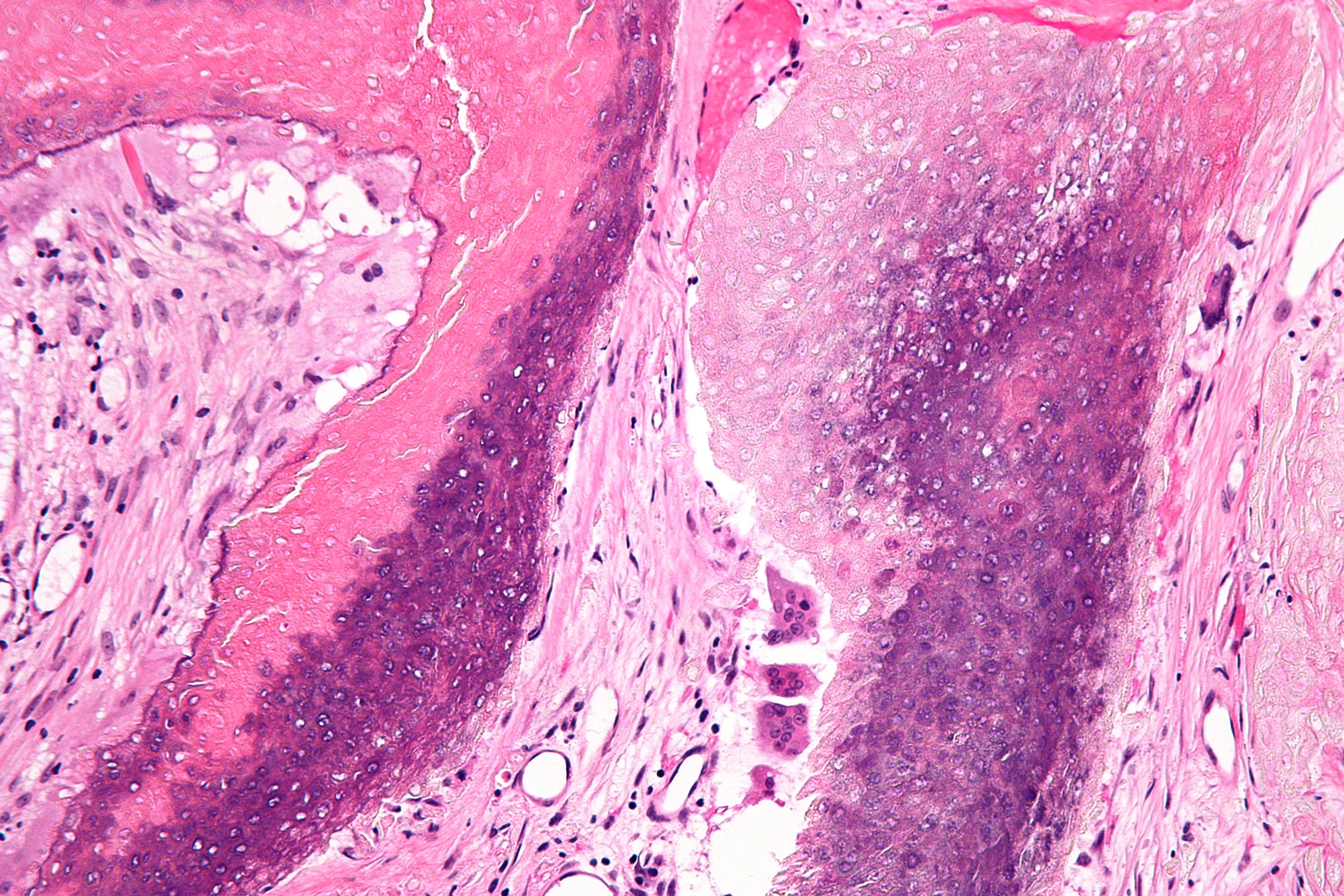
میکروگراف یک پیلوماتریکوم که سلول‌های «شبح» مشخصه (سلول‌های سنگفرشی بدون هسته)، سلول‌های سنگفرشی خوش‌خیم و سلول‌های غول‌پیکر چند هسته‌ای را نشان می‌دهد. لکه H&E.

اجزای مشخصه پیلوماتریکوم شامل استرومای بافت همبند  اطراف جزایری با شکل نامنظم و لوبولی حاوی سلول‌های بازالوئید (با لکه‌های تیره، گرد یا کشیده، با مرزهای سلولی نامشخص و سیتوپلاسم کم، با هسته‌های گرد تا بیضی شکل، عمیقا بازوفیلیک و مشخصاً برجسته)، که به طور ناگهانی یا تدریجی به سلول‌های شبح تبدیل می‌شود (دارای سیتوپلاسم ائوزینوفیل فراوان، رنگ پریده، با مرزهای سلولی کاملاً مشخص و یک ناحیه شفاف مرکزی، با آثار بسیار ضعیفی از مواد هسته‌ای)، که ممکن است به نوبت از نکروز کراتینه‌ای به نکروز آمورف تبدیل شود.
وجود کلسیفیکاسیون با سلول‌های غول پیکر خارجی در داخل تومورها شایع است. 

## پاتوژنز
پیلوماتریکوم با سطوح بالای بتا کاتنین ناشی از جهش در ژن APC یا جهش تثبیت کننده در ژن بتا کاتنین، CTNNB1، همراه است. سطوح بالای بتا کاتنین باعث افزایش تکثیر سلولی، مهار مرگ سلولی و در نهایت منجر به رشد نئوپلاستیک می شود.

## همچنین ببینید
- پیلوماتریکوم بدخیم
- فهرست بیماری‌های پوستی
- فهرست نئوپلاسم‌های پوستی مرتبط با سندرم‌های سیستمیک